# Њук
Нюк (рус. Нюк) је језеро у Русији. Налази се на територији Републике Карелије. Површина језера износи 214 km².